# NS 2200

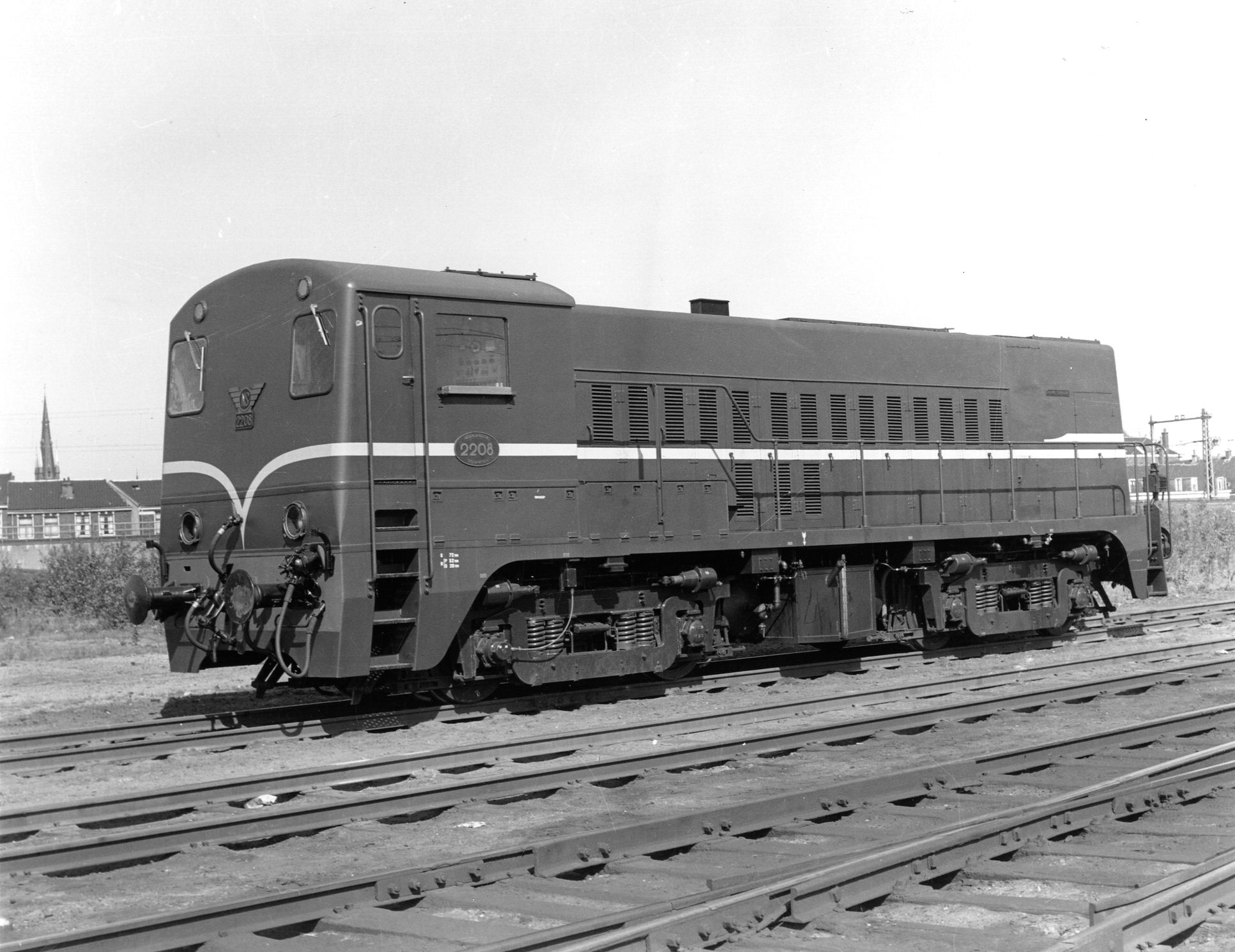
Locomotief 2208 kort na aflevering bij de dieselloods te Utrecht; september 1955.

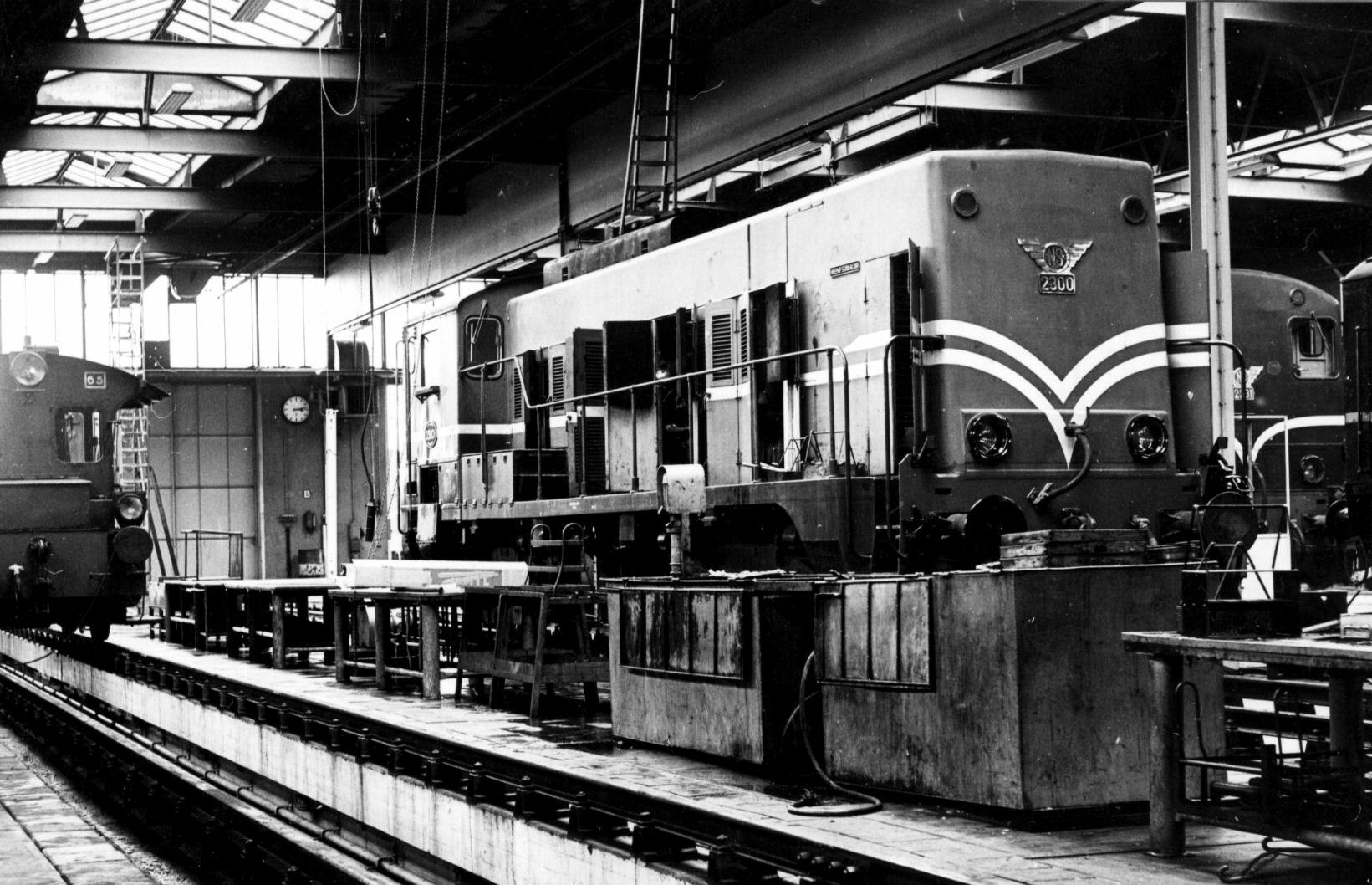
Locomotief 2300 in de lijnwerkplaats Watergraafsmeer te Amsterdam; augustus 1963.

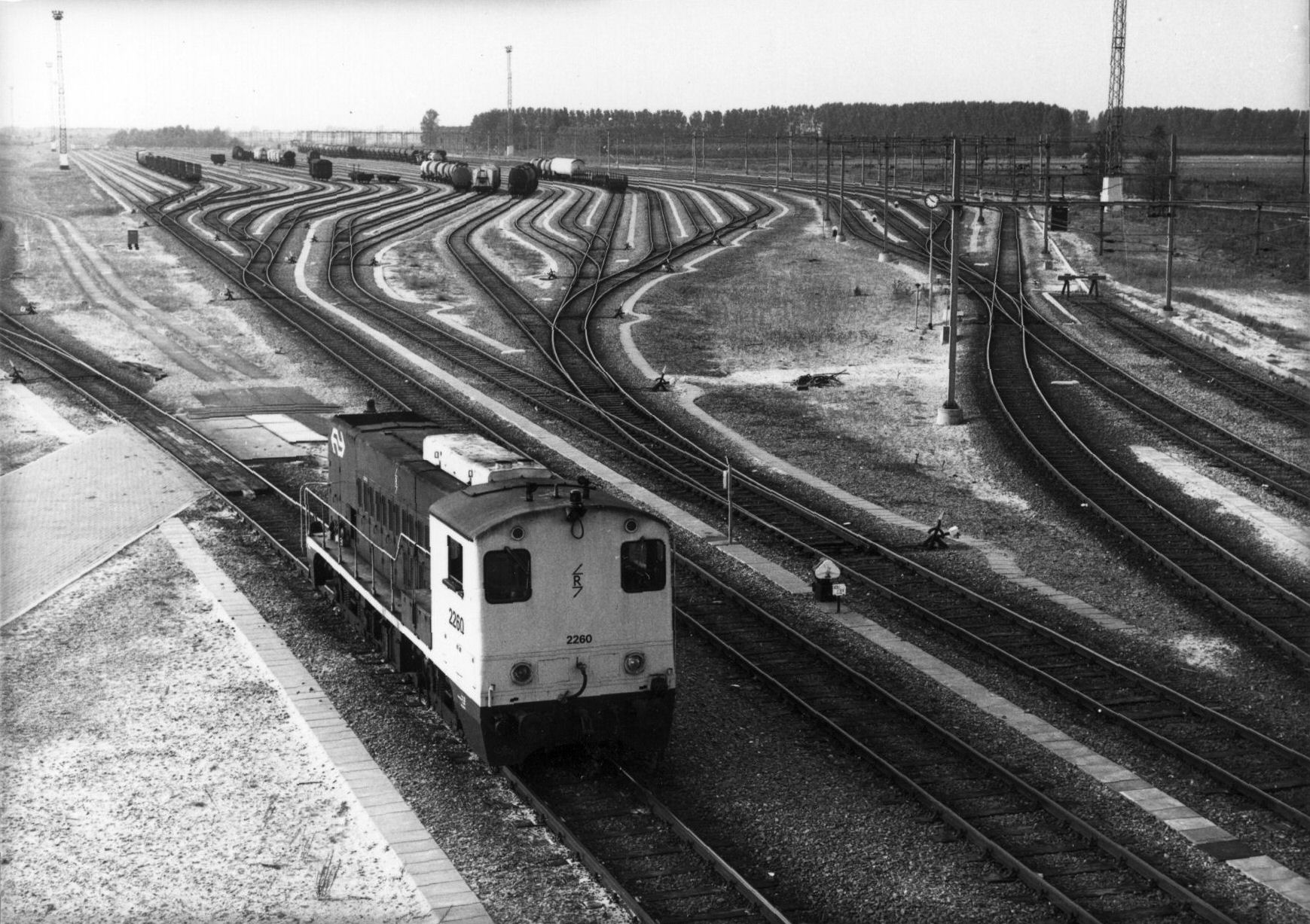
Radiografisch bestuurbare locomotief 2260 op het rangeerterrein Kijfhoek; 1980.

De NS-locserie 2200 is een serie dieselelektrische locomotieven die tussen 1955 en 2003 werd ingezet door de Nederlandse Spoorwegen.
In het begin van de jaren vijftig besloot de NS dat de nog resterende stoomlocomotieven binnen enkele jaren vervangen zouden moeten worden. Hiertoe werden 280 diesellocomotieven besteld, die verdeeld over de series 2200 en 2400, er toe bijdroegen dat de laatste stoomlocomotief in januari 1958 buiten dienst gesteld kon worden.

## Ontwerp
Er werden locomotieven aangeschaft van een beproefd ontwerp. De 150 2200'en waren gebaseerd op een Amerikaans ontwerp van Baldwin (mechanisch), Westinghouse (elektrisch) en de National Supply Company (dieselmotor).

## Bouw
De eerste 100 locomotieven werden in opdracht gegeven bij aannemer Heemaf te Hengelo, die het mechanische deel uitbesteedde aan Allan te Rotterdam, de dieselmotoren aan Stork en de elektrische installatie zelf produceerde. De 2301–2350 werden tegelijkertijd geleverd door het Franse samenwerkingsverband MTE, bestaande uit de fabrieken Creusot-Loire (mechanisch) en Jeumont-Schneider (elektrisch). Deze 150 locs werden tussen 1955 en 1958 in dienst gesteld.

## Reizigersdienst
Met een maximumsnelheid van 100 km/h waren de 2200-en niet alleen geschikt voor de goederendienst, maar konden zij ook worden ingezet voor reizigerstreinen; voor treinverwarming in de koude maanden werd er gebruikgemaakt van een verwarmingswagen met ingebouwde stoomketel. In de reguliere treindienst waren zij aanvankelijk in de zomerdienst aan te treffen tussen Alkmaar en Den Helder tot de elektrificatie in 1958 en voor diverse treinen op de overige niet-geëlektrificeerde baanvakken in het noorden, oosten en midden van het land tot de komst van de treinstellen Plan U in 1962.
Tussen 1970 en 1987 werden de 2200-en ingezet in treinen bestaande uit vier aangepaste rijtuigen Plan E en op koude dagen een energiewagen voor de treinverwarming. Aan beide einden van de trein bevond zich een 2200, die via stuurstroomkabels beide voor tractie zorgden, zodat er een trek-duwtrein ontstond. Deze inzet op baanvakken in het noorden en oosten van het land was het gevolg van een tekort aan dieseltreinstellen door de grotere inzet van treinen na Spoorslag '70. Het laatst zijn de 2200-en in deze combinatie ingezet op de Spoorlijn Zwolle – Emmen tot aan de elektrificatie van dit traject in 1987.
Vier locomotieven werden weer in de reizigersdienst ingezet toen zij voor Lovers Rail in 1996–1997 tussen Amsterdam, Haarlem en IJmuiden reden. Hier waren de locs niet elektrisch met elkaar verbonden, alleen de voorste loc zorgde voor tractie, de achterste was dan slechts extra ballast.

## Goederendienst
De 2200-en kwamen vanaf 1955 in depot in Eindhoven, Maastricht en Amsterdam Watergraafsmeer. Vanaf 1971 waren zij alle in dit laatste depot, tot de sluiting in 1984. Later waren zij ondergebracht te Zwolle, Rotterdam Feijenoord en in Zeeuws-Vlaanderen.
Afgezien van een proefloc uit de serie NS 2800 en de series NS 2600 en NS 2900 waren zij voor langere tijd de sterkste diesellocomotieven die de NS bezat, tot de komst van de 6400-en vanaf 1988. Zij werden dan ook veelvuldig ingezet voor zware goederentreinen en konden in treinschakeling worden ingezet tot een combinatie met vier stuks toe. Proeven met vijf stuks voor zware ertstreinen waren niet succesvol. Later werden deze treinen vervoerd met behulp van gemengde tractie, een E-loc uit de serie NS 1300 of NS 1600 met twee 2200-en, die alleen voor tractie zorgden bij het aanzetten. De machinist van de E-loc gaf daarvoor zijn collega van de in dubbeltractie werkende diesellocs opdracht d.m.v. seinen.
De 2200-en werden op het laatst nog gebruikt voor rangeerdiensten in de omgeving van Rotterdam en Kijfhoek. Zij werden in hun laatste jaren ook ingezet op het eilandbedrijf in Zeeuws-Vlaanderen (alleen via België te bereiken) waar zij de locs serie 600 aflosten.
Bij aflevering waren de locs roodbruin geschilderd. Vanaf 1971 werd een deel van de serie overgeschilderd in de nieuwe huisstijlkleuren geel-grijs. Circa twintig locs zijn tot hun sloop roodbruin gebleven. In 1995 werd één loc (2384) bij revisie overgeschilderd in het rood van het voormalige NS Cargo.
Voor de grensbaanvakken werden 25 locomotieven (2201–2225) voorzien van een middenfrontseinlamp, zoals voorgeschreven in Duitsland. 25 locomotieven, verdeeld over de serie, waren voorzien van ATB. Op een gegeven moment zijn deze locomotieven vernummerd naar 2201–2225, waarbij genoemde lamp op deze locomotieven werd geplaatst.
Een aantal locs werd later aangepast voor de heuveldienst te Kijfhoek. In 1991 werden zij vernummerd in 2351–2354. In 1995 werd hun rol overgenomen door de 6411–6414 en later door de 6476–6479.
Diverse locs werden in de loop der jaren voorzien van radiografische besturing. In 1992–'93 werden de 24 locs die zo waren aangepast vernummerd in 2361–2384.

## Buitendienststelling
Enkele locs sneuvelden na ongevallen: de 2279 ontspoorde in 1972 bij Halfweg en verdween in de drassige bodem naast de spoorbaan. Zij werd ter plekke gesloopt, maar een draaistel en een deel van de bodemplaat bleven achter in de modder. De 2248 moest in 1974 worden afgevoerd na een botsing en de 2218 moest in 1981 worden gesloopt na een ontsporing te Breda.
Tussen 1972 en 1974 werden wegens een uitdunning van de goederendienst de eerste locs buiten dienst gesteld. Vanaf 1985 volgde afvoer op grotere schaal, totdat in 1998 bij de opsplitsing van de NS nog vijf locomotieven inzetbaar waren. Deze kwamen terecht bij NS Cargo (later Railion) en deden nog dienst in Zeeuws-Vlaanderen. In 2003 werden de laatste 2200-en door Railion buiten dienst gesteld. Hiervan bleven de 2225, 2278 en 2368 bewaard als museumlocs.
In 1995 werden 25 locs verkocht aan de Belgische Spoorwegen (NMBS) voor de aanleg van de hogesnelheidslijn ten zuiden van Brussel en voor de dienst in de haven van Antwerpen. Hier werden zij vernummerd in de reeks 76 (serie 7601–7625). Na instroom van de nieuwe locs reeks 77 raakten deze locs in 2002 overbodig en ze werden, op twee exemplaren na, in 2003 gesloopt. De vroegere 2205 en 2275 keerden in Nederland terug als museumlocs.
Ook gingen enkele locs naar spooraannemer Strukton: de 2270, 2282 en 2328, die hierbij "30" voor het nummer kregen en geheel geel geschilderd werden. Deze locomotieven werden daarna gereviseerd, waarbij alleen het onderstel en een deel van de cabine behouden bleven. In 2007 verhuurde Strukton deze drie locs aan Eurailscout Inspection & Analysis, die de locs verbouwde tot videoschouwtrein. Naast de oude nummers van Strukton kregen de locs de nieuwe nummers VST07-1, VST07-2 en VST07-3. Inmiddels zijn deze bij Eurailscout buiten dienst gesteld. De 302282 is in de zomer van 2019 weer in dienst gekomen bij Strukton. De (30)2282 is in mei 2021 overgedragen aan de Stichting Historisch Dieselmaterieel.

## Museumlocomotieven
Elf 2200-en werden bewaard voor museumdoeleinden:
- de 2215 en 2264 werden opgenomen in de collectie van het Nederlands Spoorwegmuseum te Utrecht. De 2264 wordt in de oude staat teruggebracht. De 2215 heeft een tijd lang als loopjongen voor museumtransporten gediend. Hij is op 19 juni 2020 in bruikleen afgestaan aan de ZLSM, in ruil voor het Pullman-restauratierijtuig van de ZLSM dat in 2020 tijdelijk in het Spoorwegmuseum stond.
- de 2203, 2207, 2233 (ex-2208) en 2299 worden bewaard door de Veluwsche Stoomtrein Maatschappij te Beekbergen. De 2233 en 2299 zijn teruggebracht in de oude bruine kleurstelling, de 2203 en 2207 zijn geel met grijs gebleven.
- de 2225 is bij de Stichting Museum Materieel Railion ondergebracht. De 2225 is na een algehele revisie in de originele, oude bruine kleurstelling teruggebracht.
- de 2368 (ex-2296) is door de Stichting Museum Materieel Railion overgedragen aan Shunter Tractie en staat op de Waalhaven bij de Shunter-werkplaats voor een grote revisie. Op 1 december 2022 is de loc overgenomen door de Stichting 2454 CREW.
- de 2278 is op 15 september 2012 overgenomen door Museumspoorlijn STAR, waar de loc na een volledige grote onderhoudsbeurt op 9 mei 2013 weer op de baan kwam. Deze locomotief was voorheen ondergebracht bij de Stichting Museum Materieel Railion. De locomotief bleef daarna gehuisstijld in de geel-grijze kleurstelling.
- de bruine 2275 (ex-NMBS 7608) en gele 2205 (ex-NMBS 7618) zijn door de Stichting Historisch Dieselmaterieel (SHD) overgenomen van de NMBS en teruggehaald naar Nederland. De 2205 is inmiddels weer inzetbaar. In mei 2021 werd de 302282 (ex-NS 2282) door Strukton overgedragen aan de SHD.

| Museumlocs in Nederland |                 |          |
| Nummer(s)               | Nummer(s)       | Locatie  |
| 2203                    | -               | VSM      |
| 2205                    | NMBS 7618       | SHD      |
| 2207                    | -               | VSM      |
| 2215                    | -               | ZLSM     |
| 2225                    | -               | SMMR     |
| 2233                    | -               | VSM      |
| 2264                    | -               | NSM      |
| 2275                    | NMBS 7608       | SHD      |
| 2278                    | -               | STAR     |
| 2282                    | Strukton 302282 | SHD      |
| 2296                    | 2368            | 2454CREW |
| 2299                    | -               | VSM      |

## Foto's

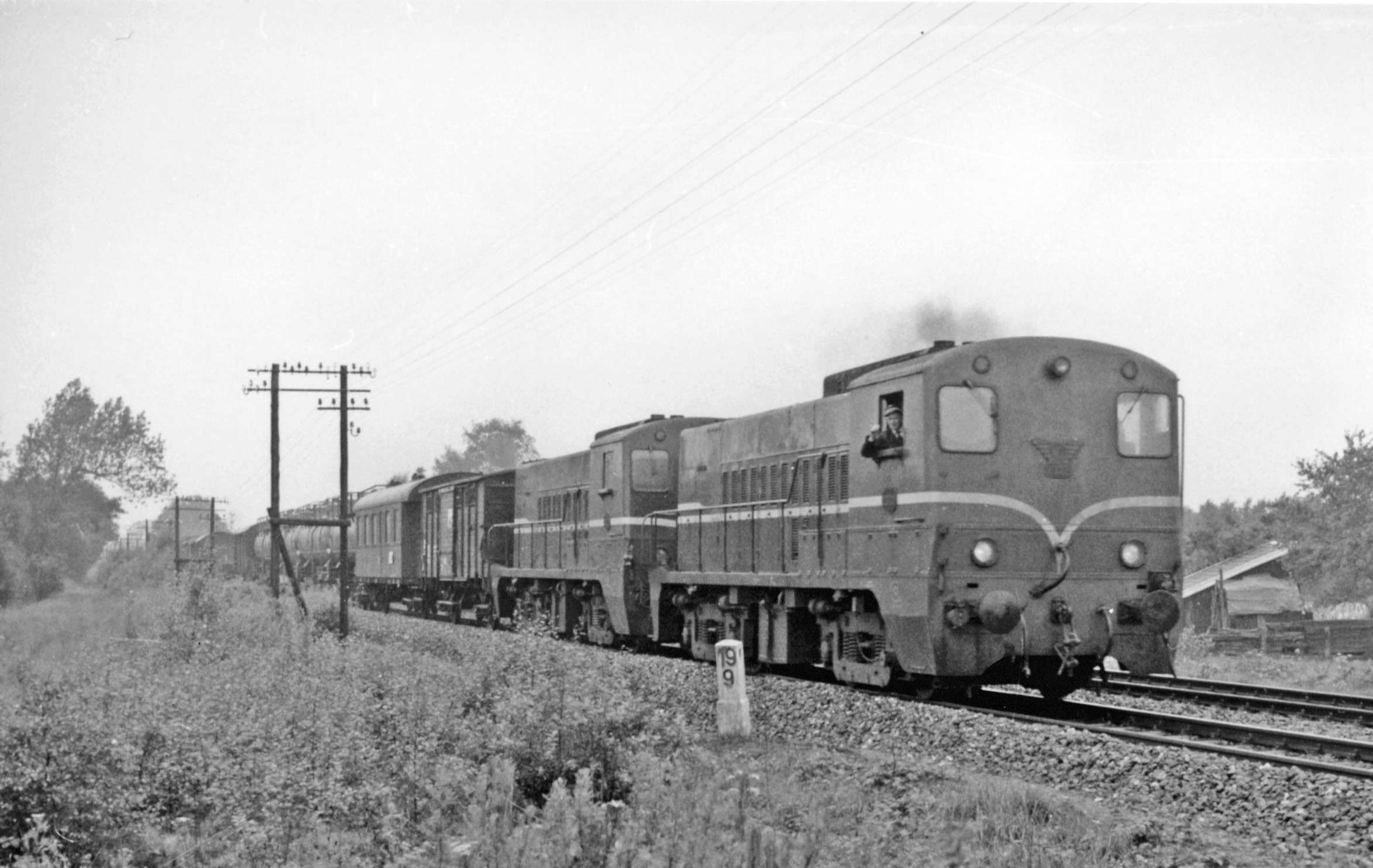
Twee 2200-en met goederentrein onderweg op het grenstraject Hengelo – Rheine (Duitsland); 1961
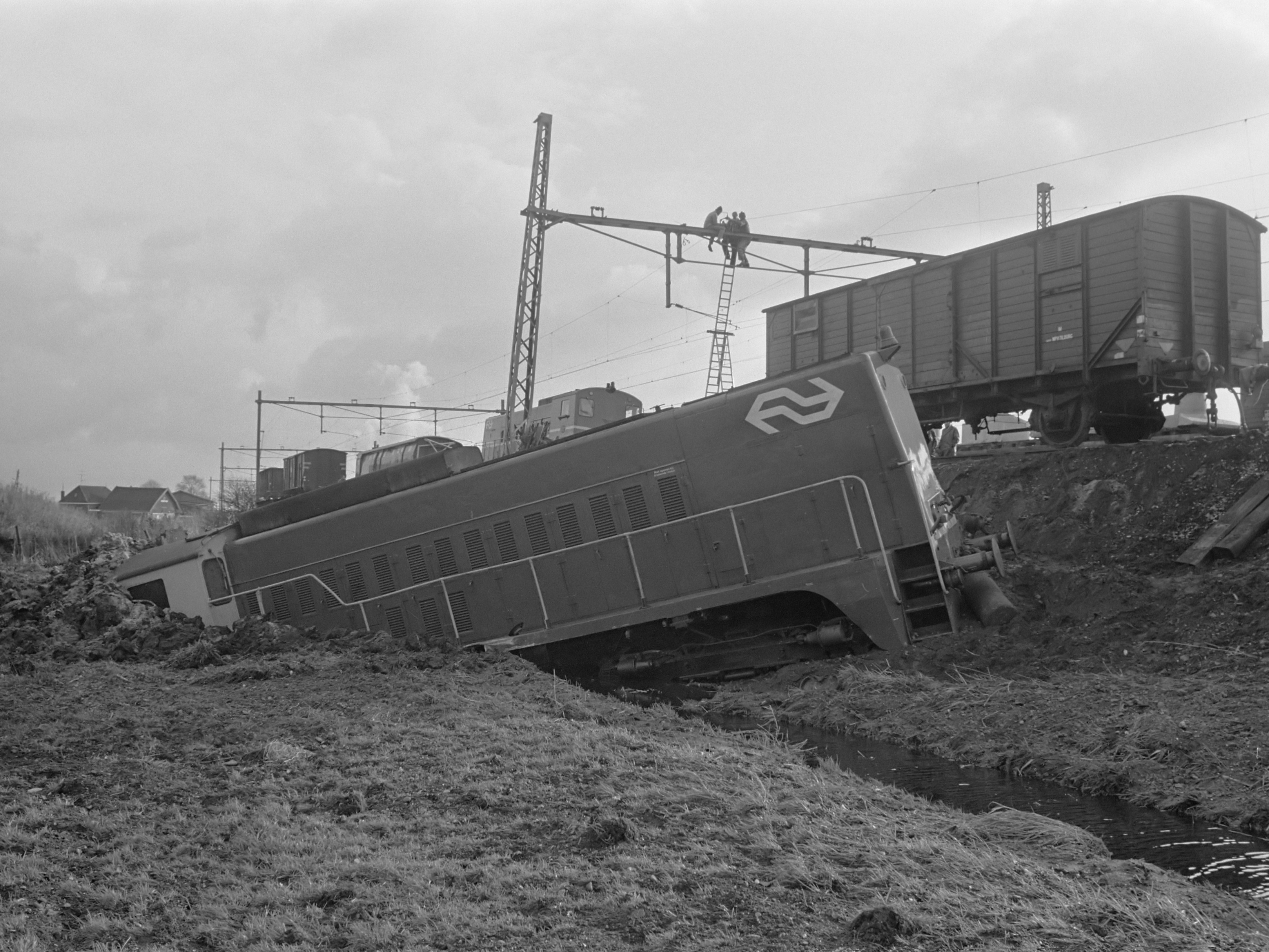
Spoorwegongeval met loc 2279 bij Halfweg; 22 november 1972
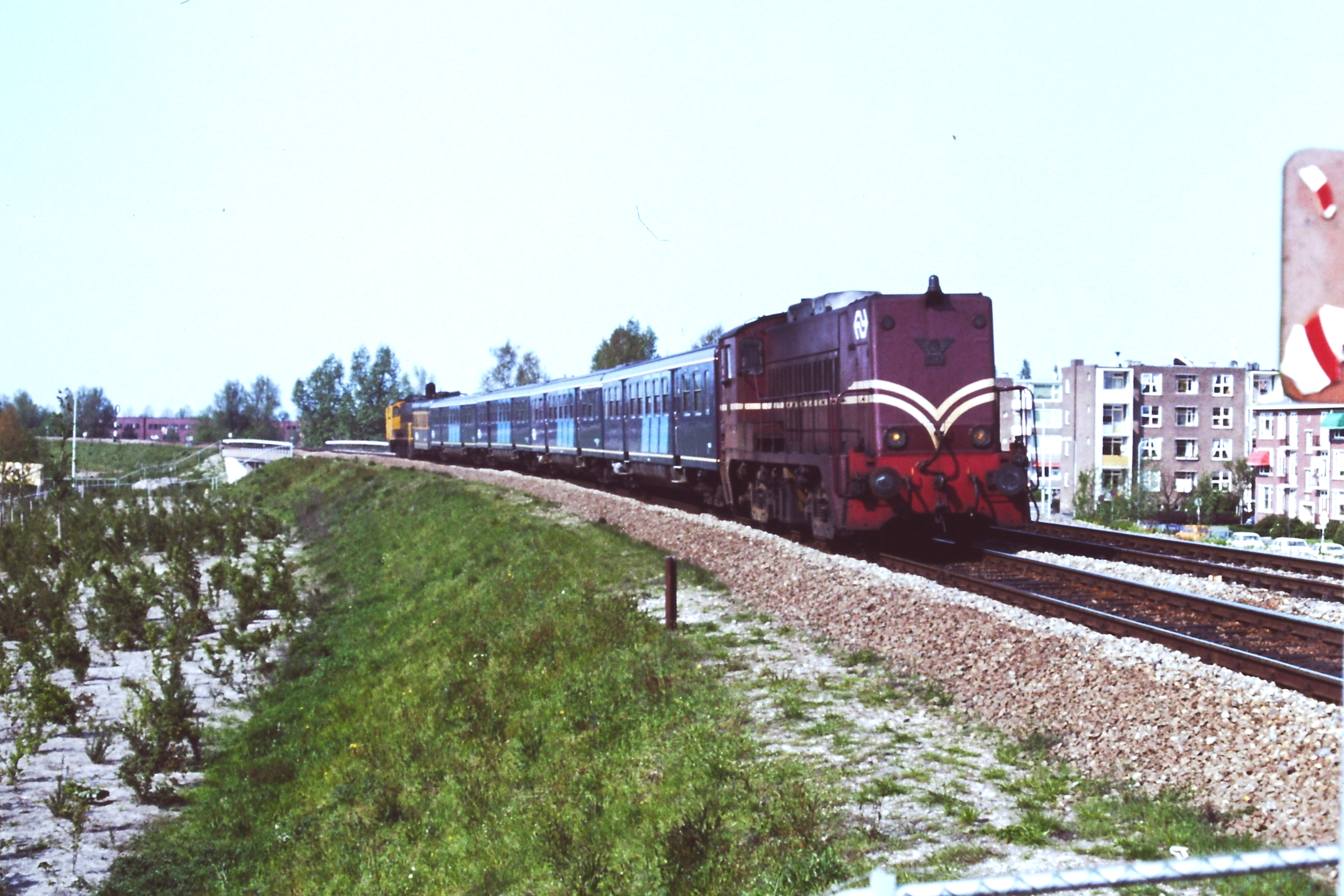
Loc 2287 met een 'Klompentrein' bestaande uit Plan E-rijtuigen en twee locs serie 2200, te Groningen Noord; 1976
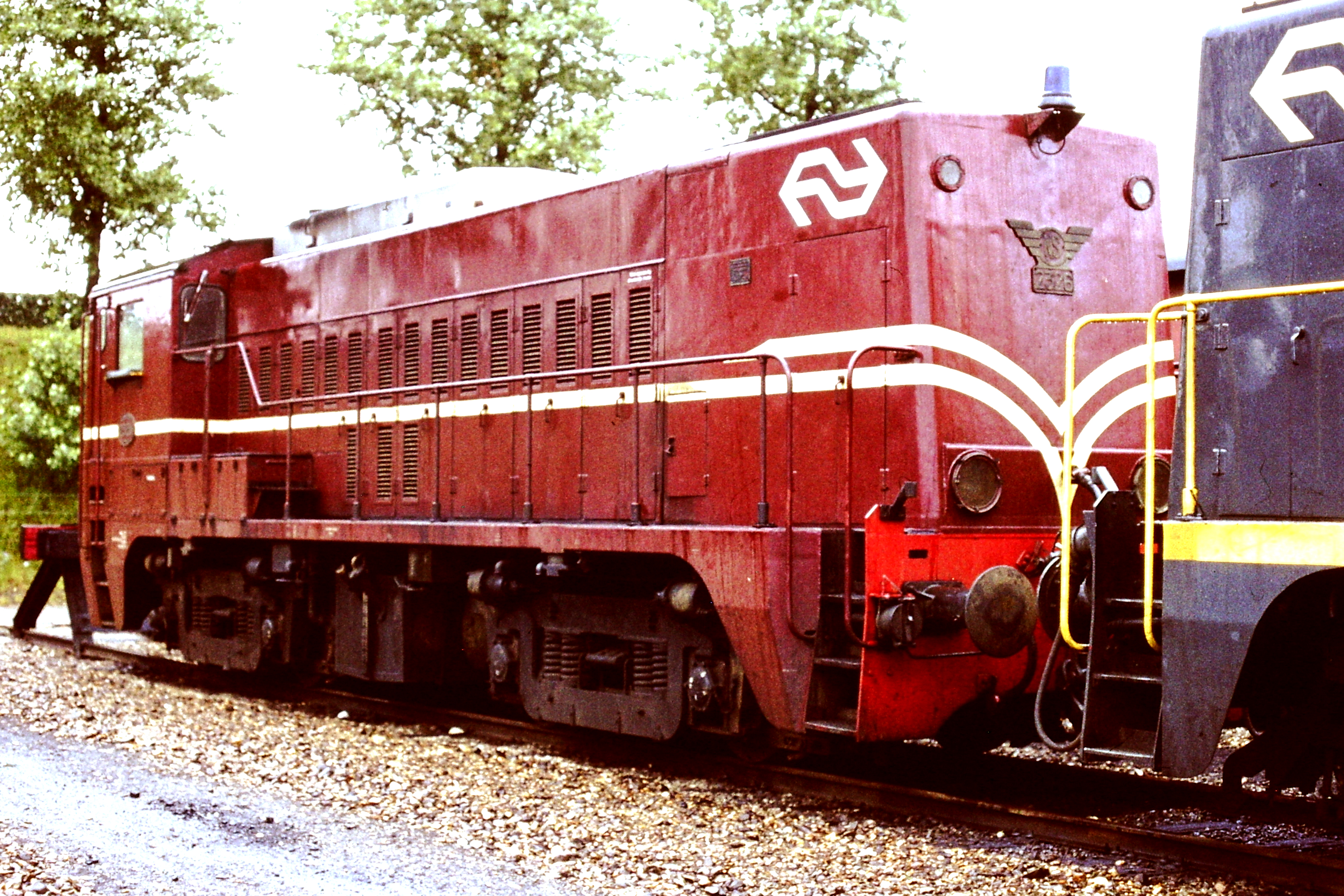
Locomotief NS 2326 te Groningen in 1977
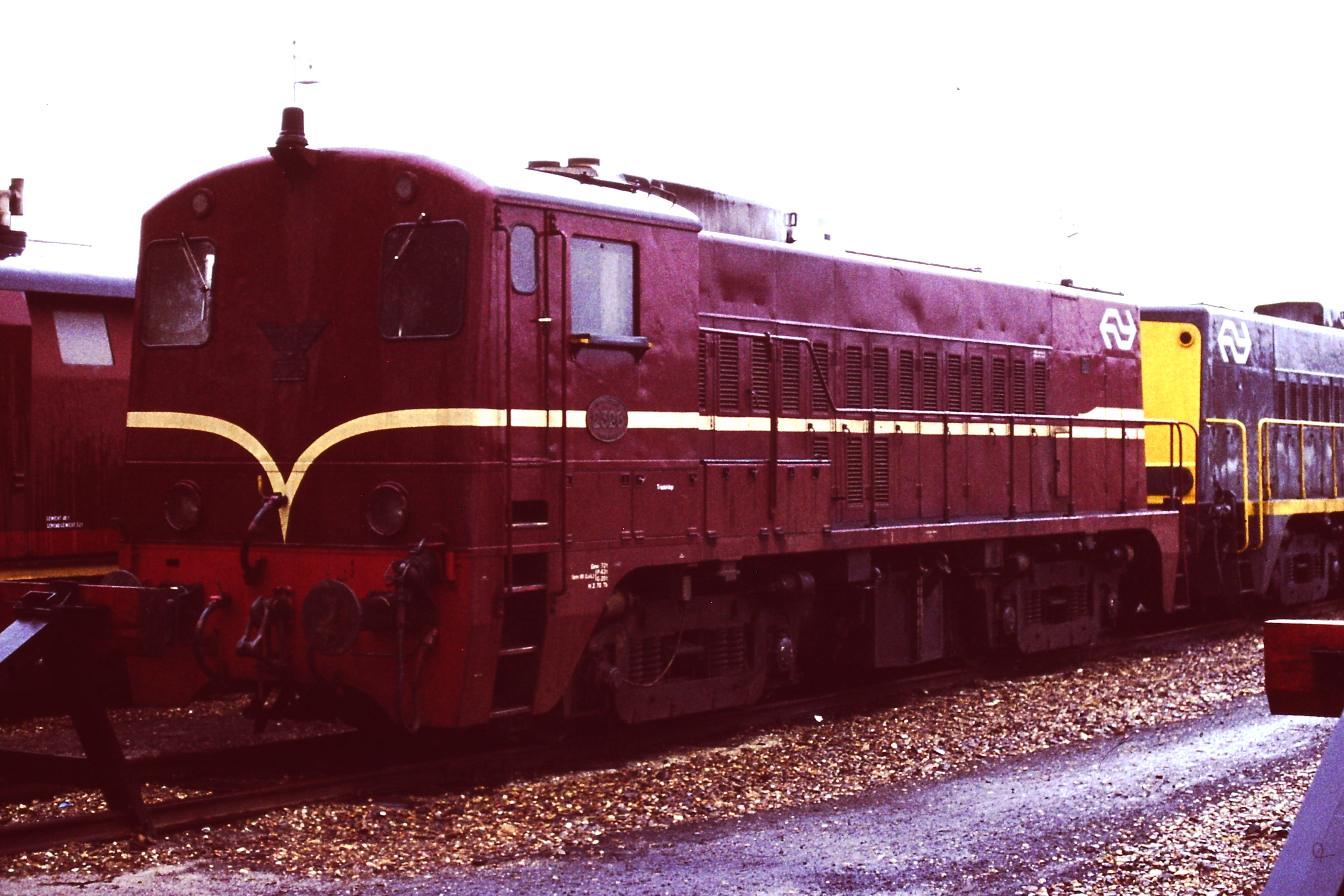
Locomotief NS 2326 te Groningen in 1977
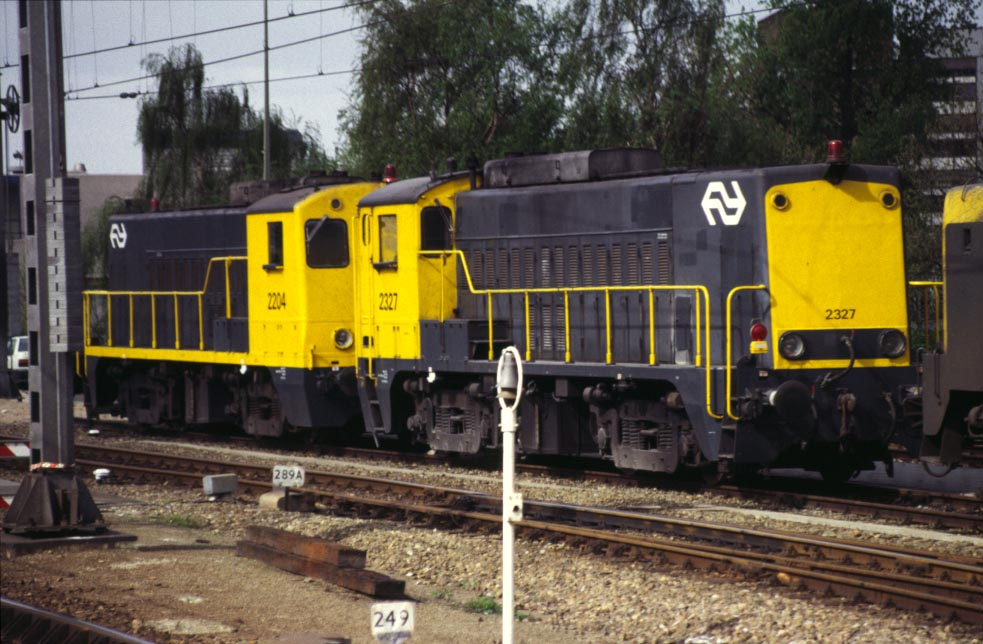
De 2327 en de 2204 in rust te Rotterdam CS; 6 oktober 1991
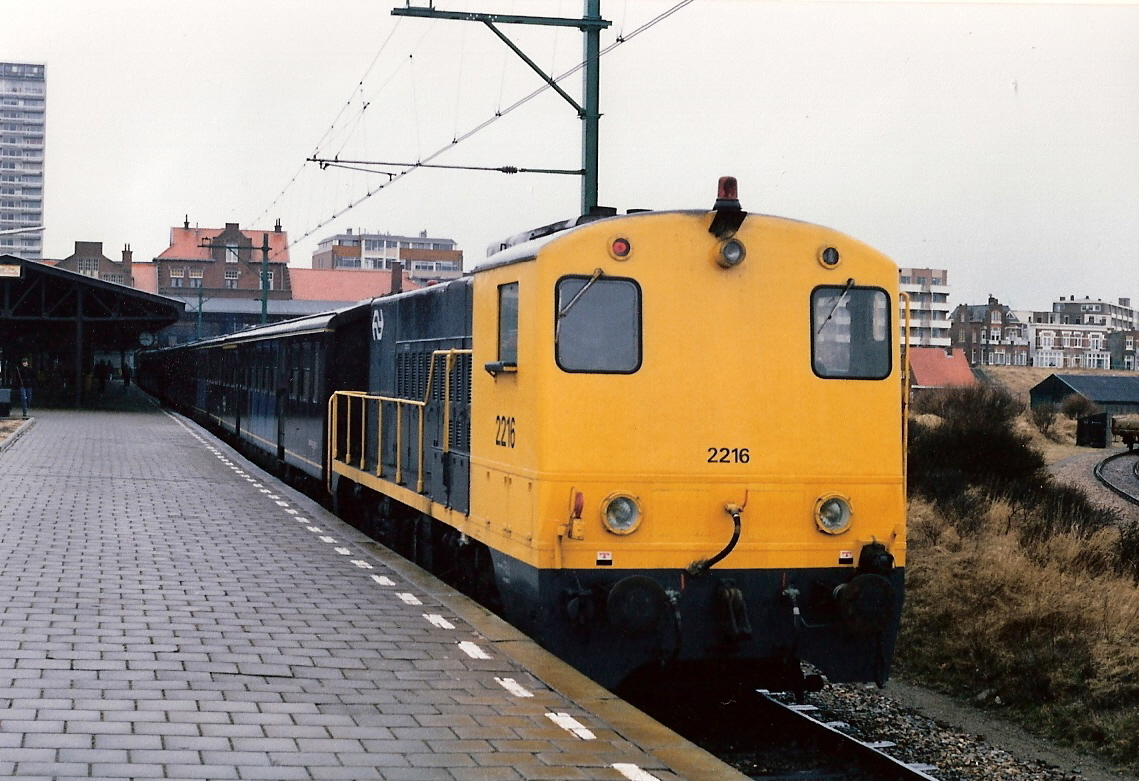
Trek-duwtrein met locs 2216 en 2294 en rijtuigen Plan E op een pendeldienst te Zandvoort in verband met vernieuwing van de bovenleiding; 10 maart 1987
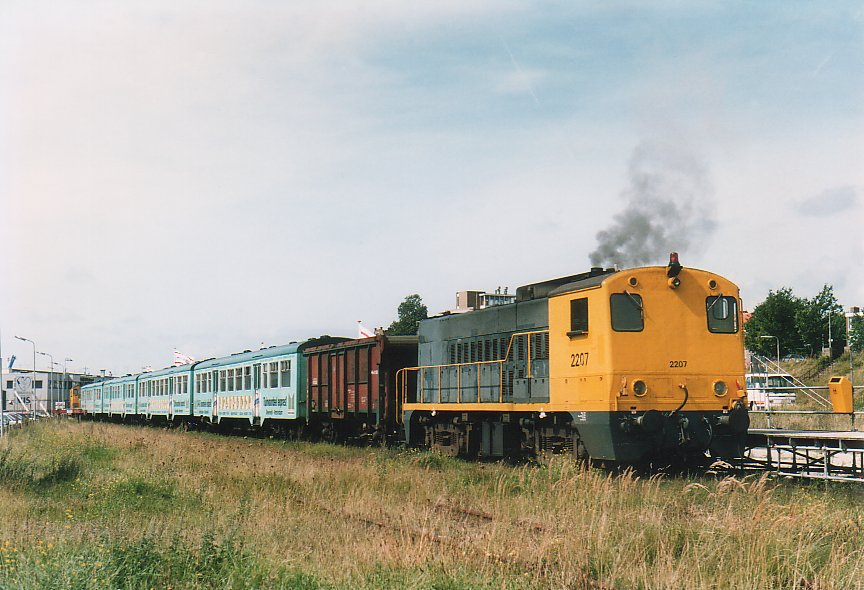
2200-en, waaronder de 2207, in dienst bij Lovers Rail te IJmuiden; 1 september 1997
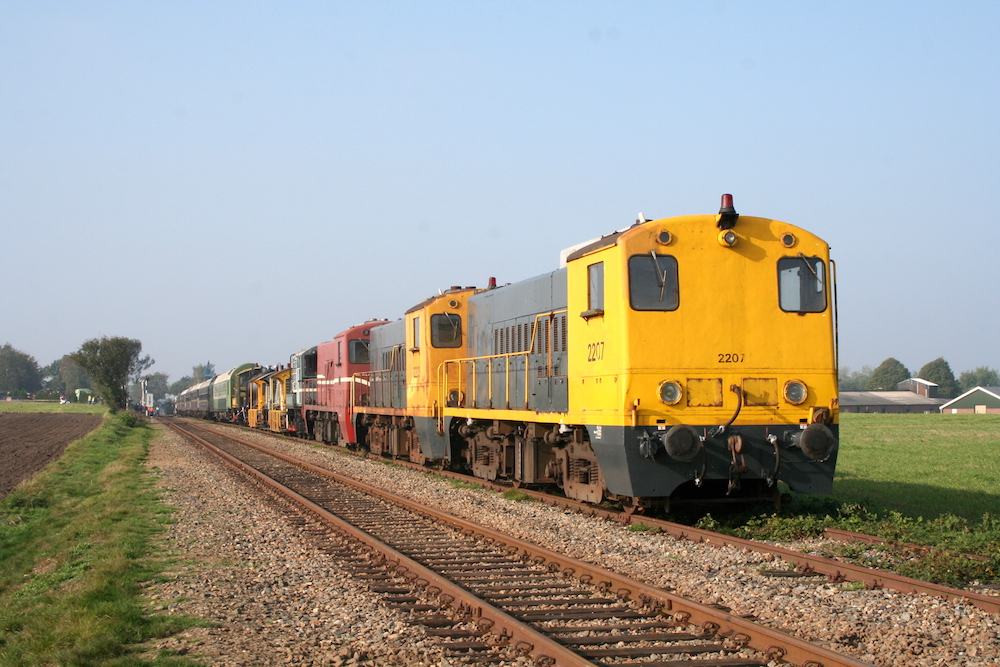
Loc 2207 bij de Veluwsche Stoomtrein Maatschappij te Beekbergen; 15 oktober 2006
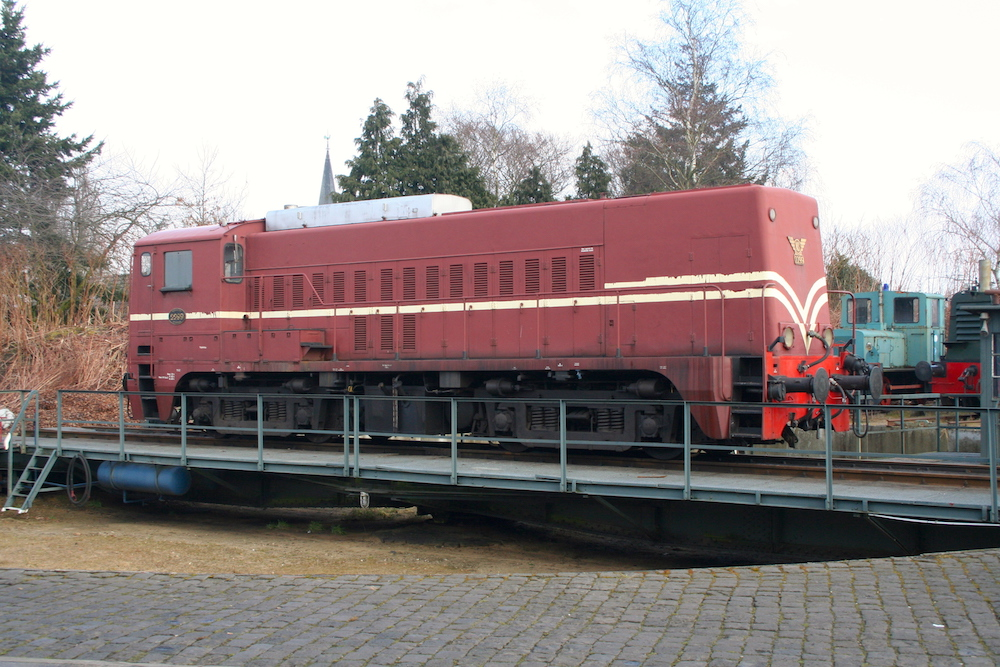
Loc 2299 bij de Veluwsche Stoomtrein Maatschappij te Beekbergen; 15 oktober 2006
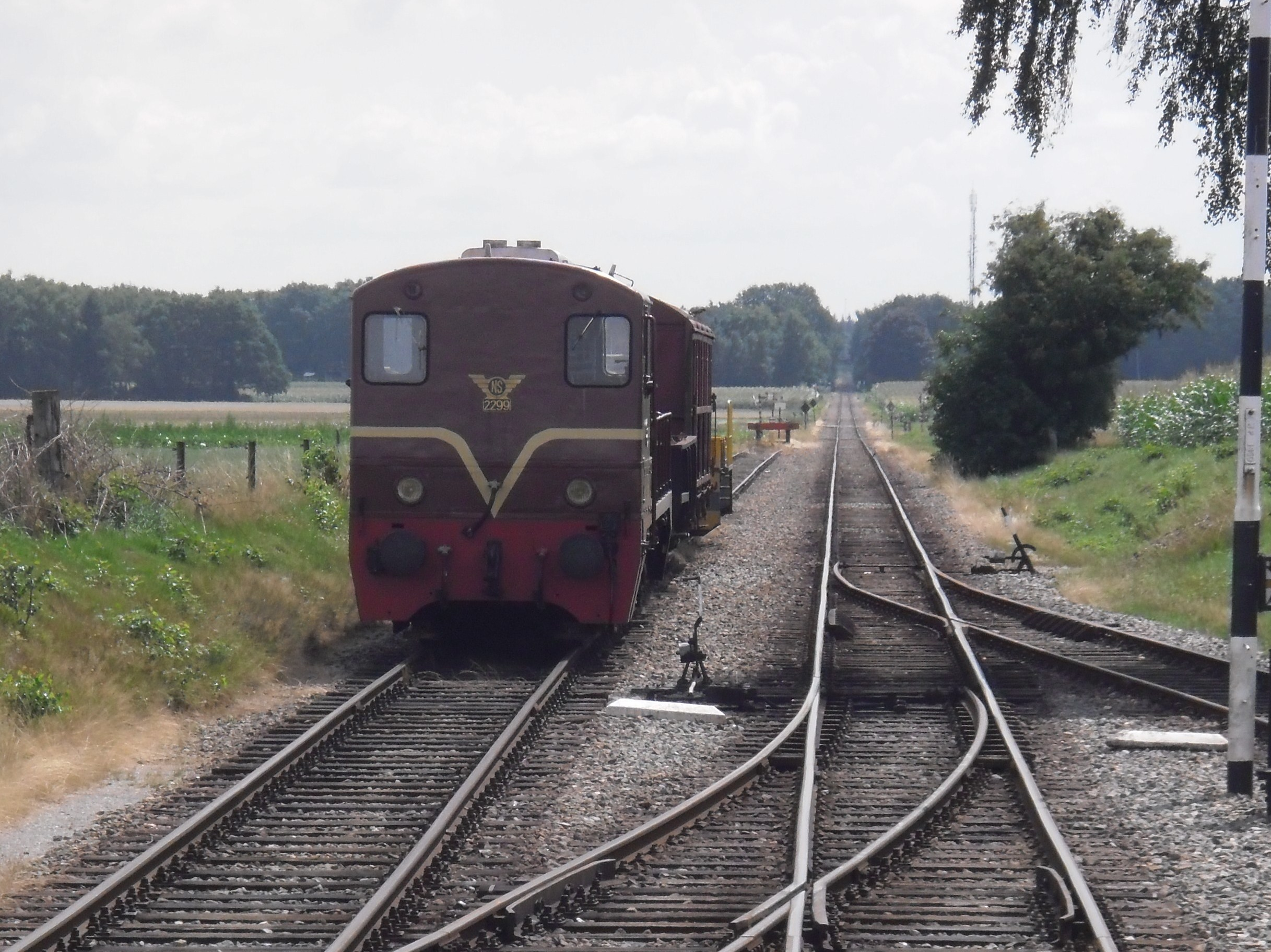
Locomotief 2299 bij de Veluwsche Stoomtrein Maatschappij; 2010
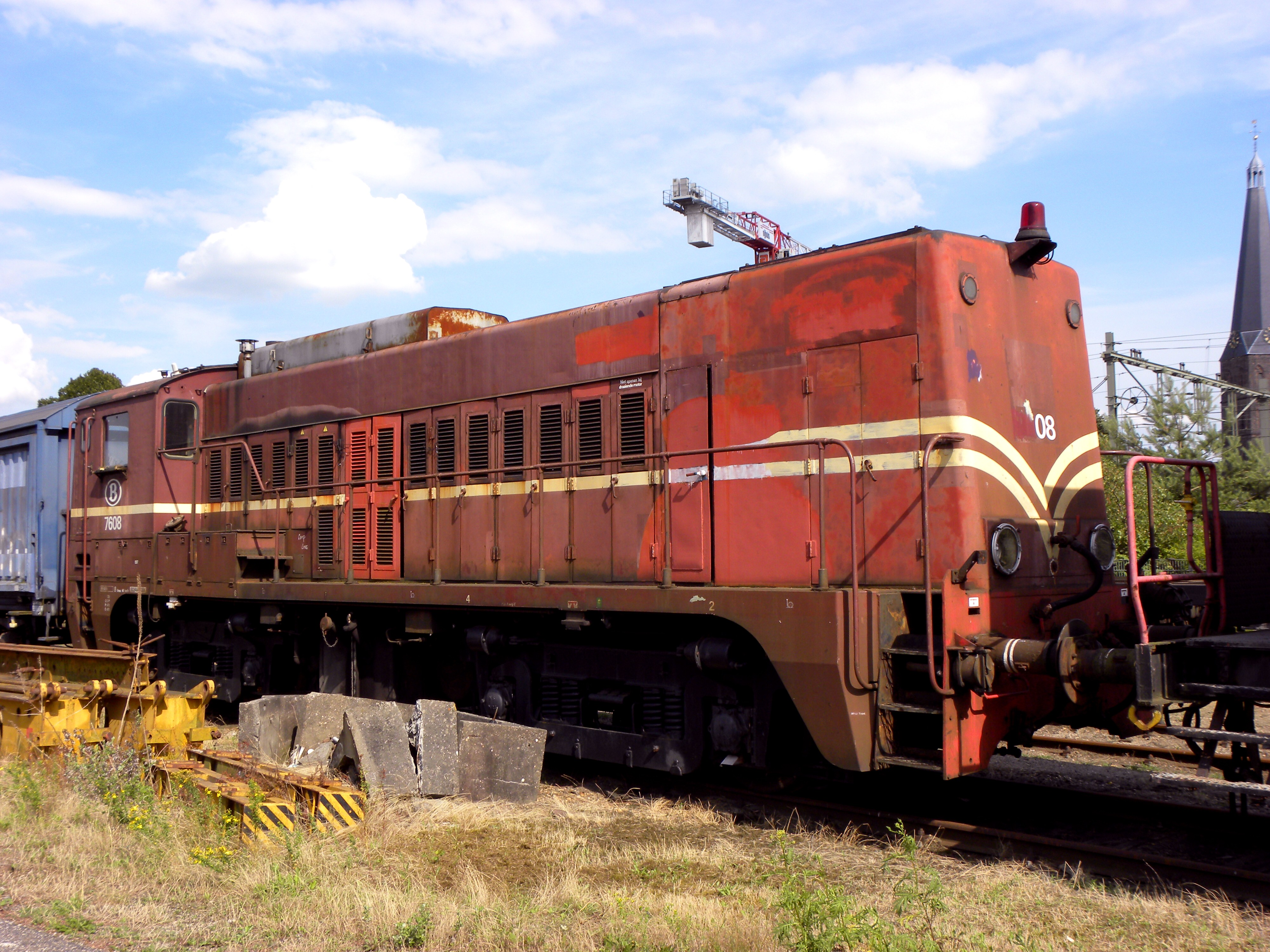
De altijd bruin gebleven loc 2275 ging in de jaren negentig naar België als NMBS 7608. Later kwam hij als museumloc terug in Nederland; 16 juli 2009
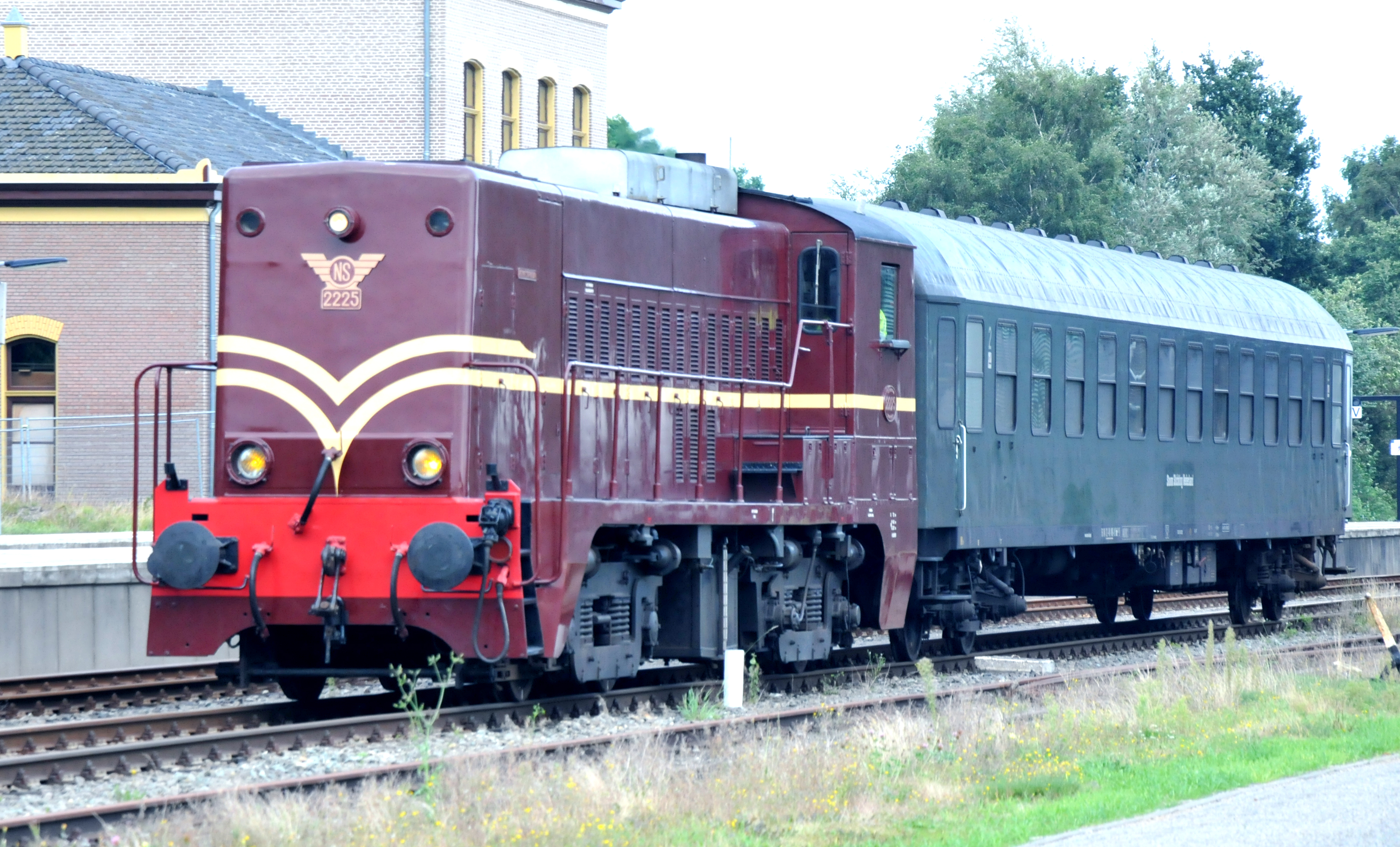
Locomotief 2225 van Stichting Museum Materieel Railion te Zuidbroek; 16 september 2012
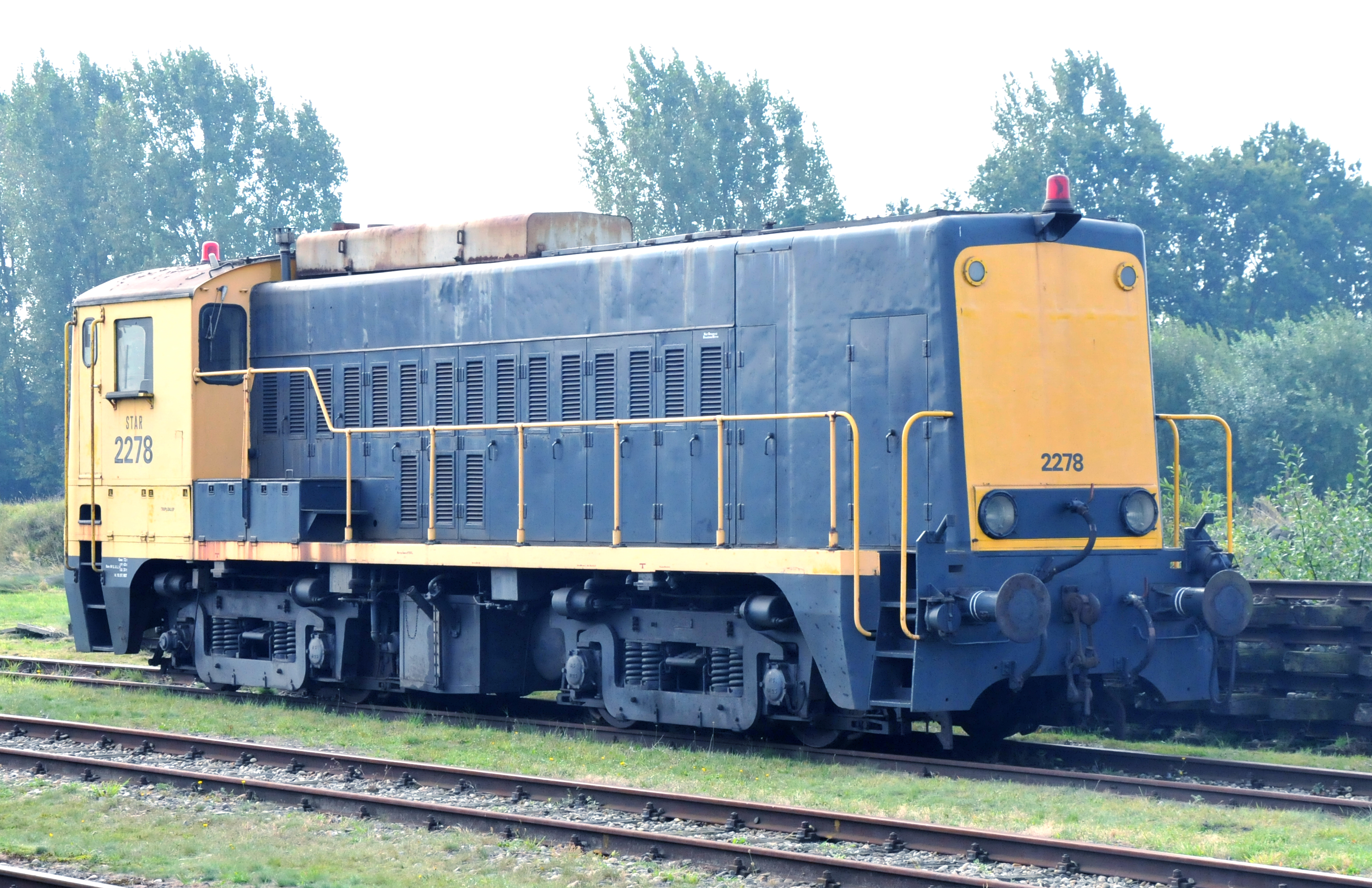
Loc 2278 bij Stichting Stadskanaal Rail; 16 september 2012
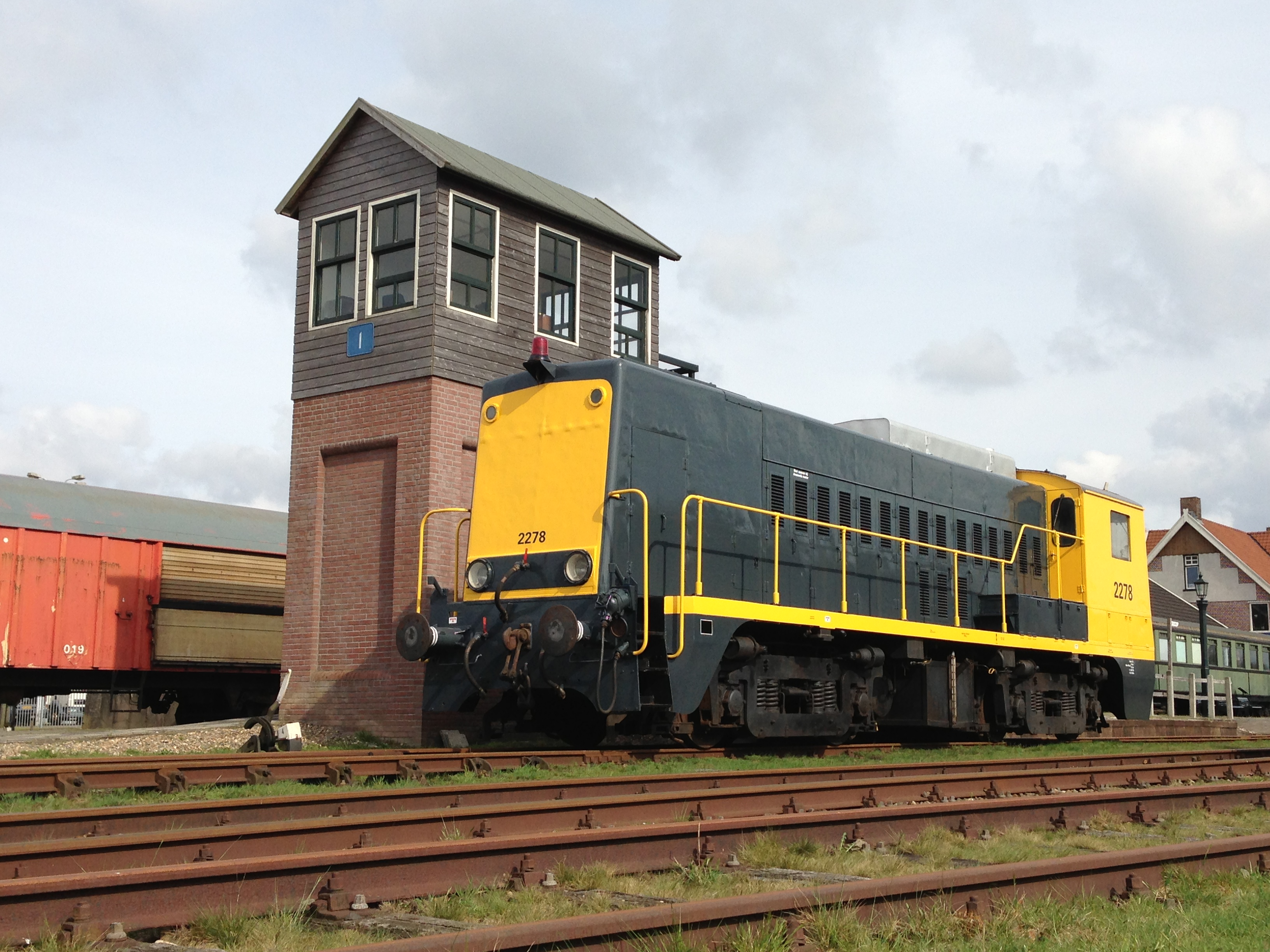
Locomotief 2278 tijdens een roll-out te Stadskanaal op 27 april 2013
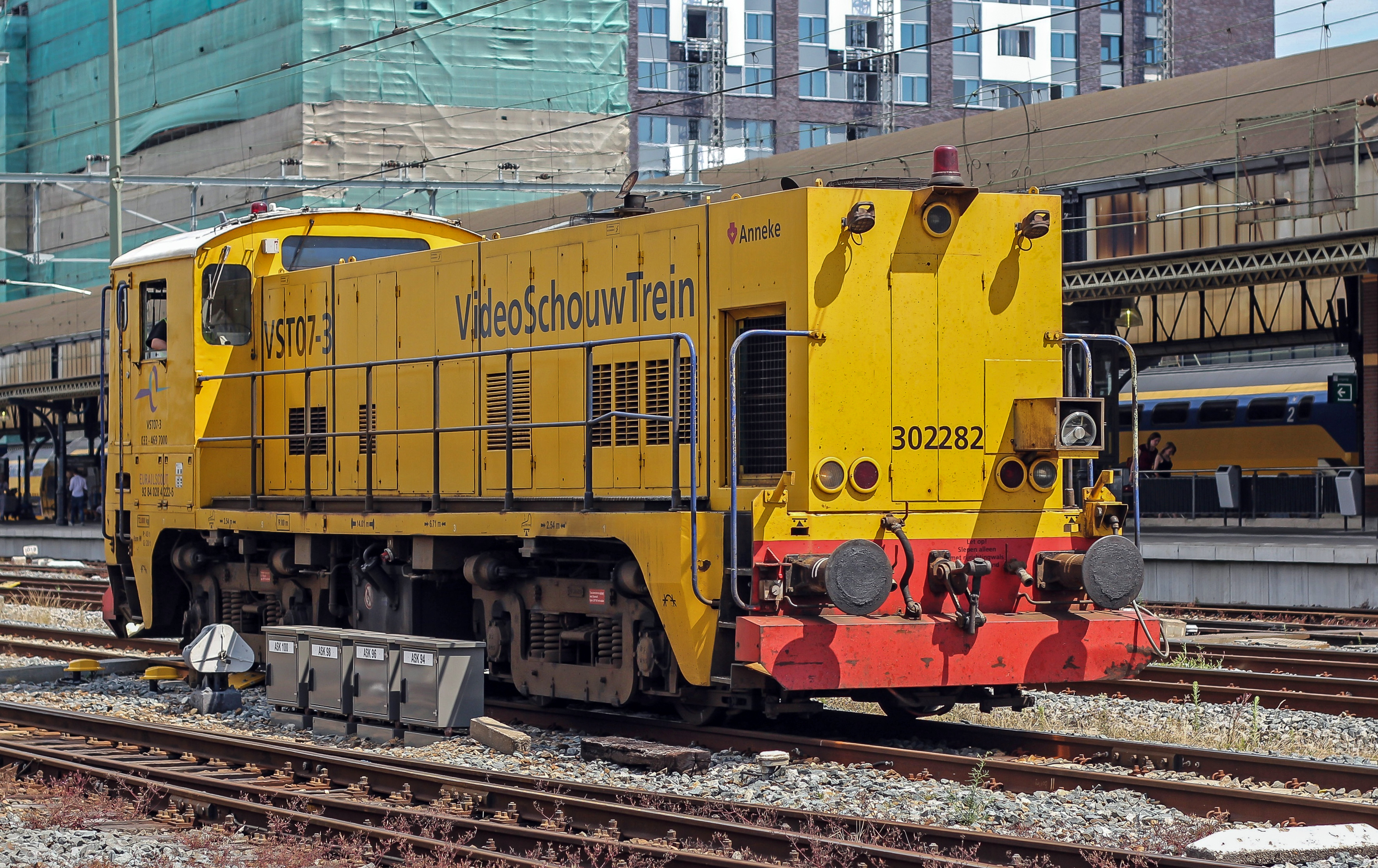
Loc 302282 van Strukton (ex-NS 2282) als VideoSchouwTrein te Nijmegen; 4 juli 2014
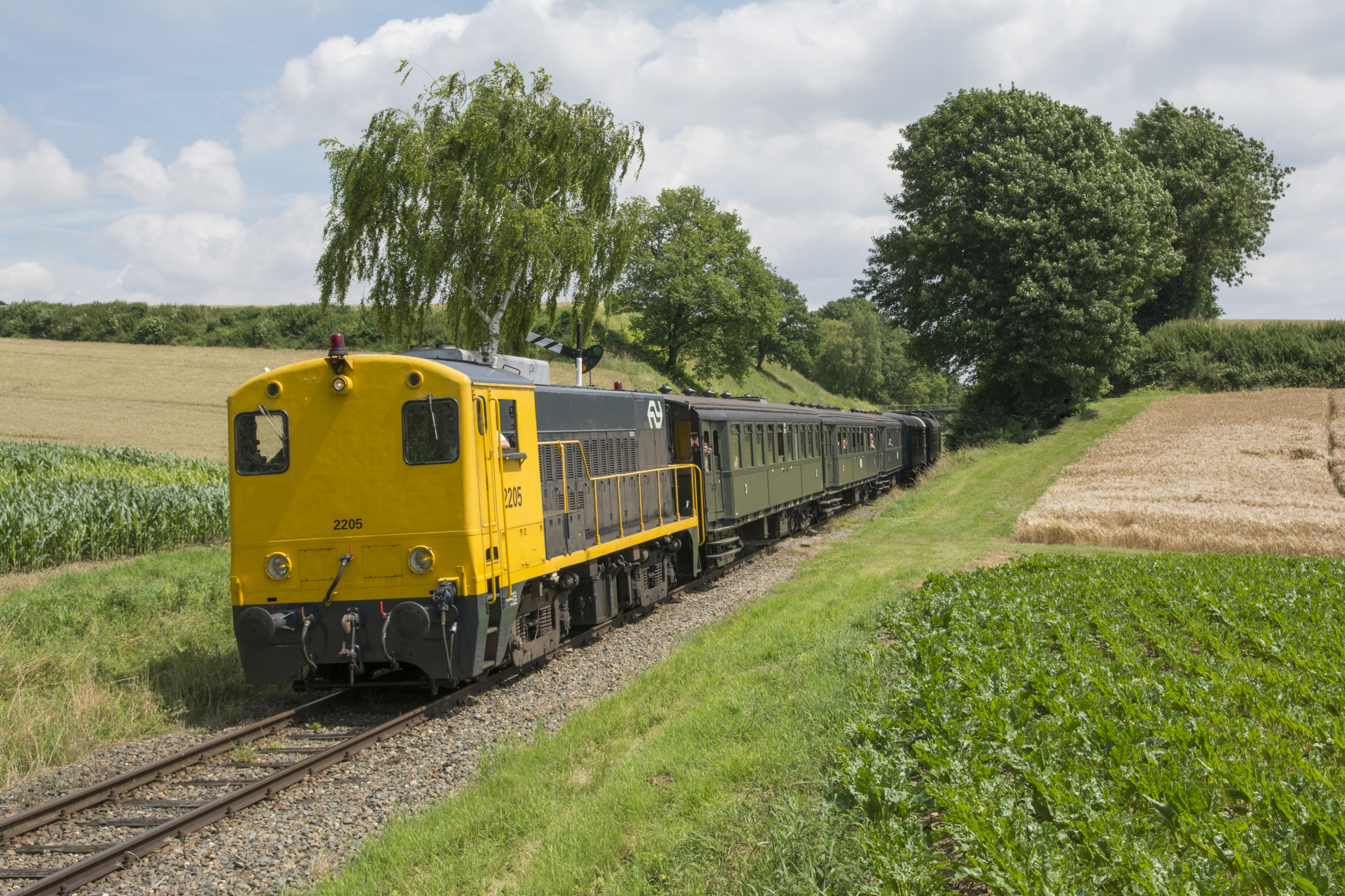
NS 2205 (SHD) op bezoek bij de ZLSM met passagierstrein naar Schin op Geul; 9 juli 2016
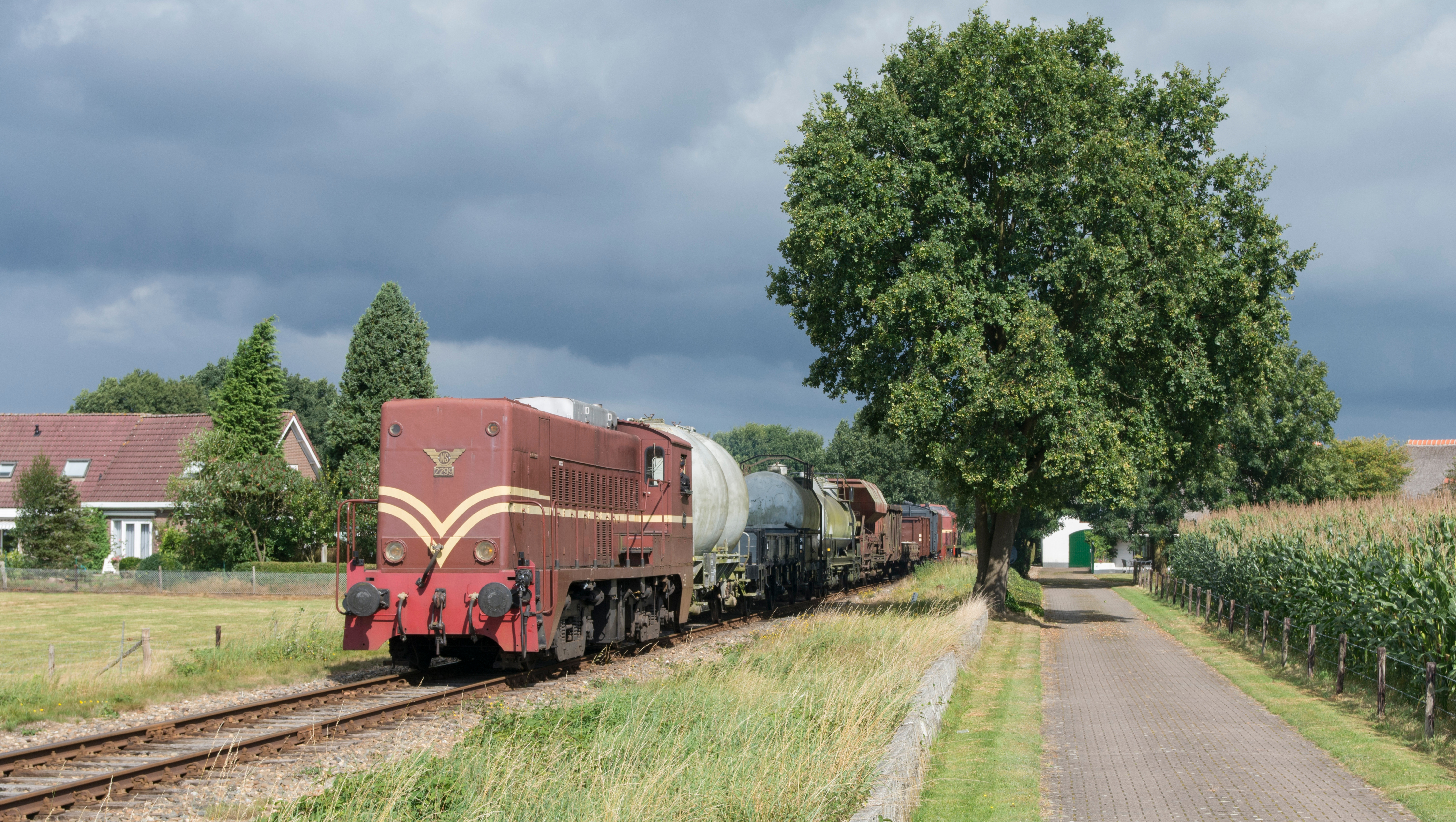
NS 2299 (VSM) met goederentrein 785 naar Beekbergen te Lieren; 4 september 2016
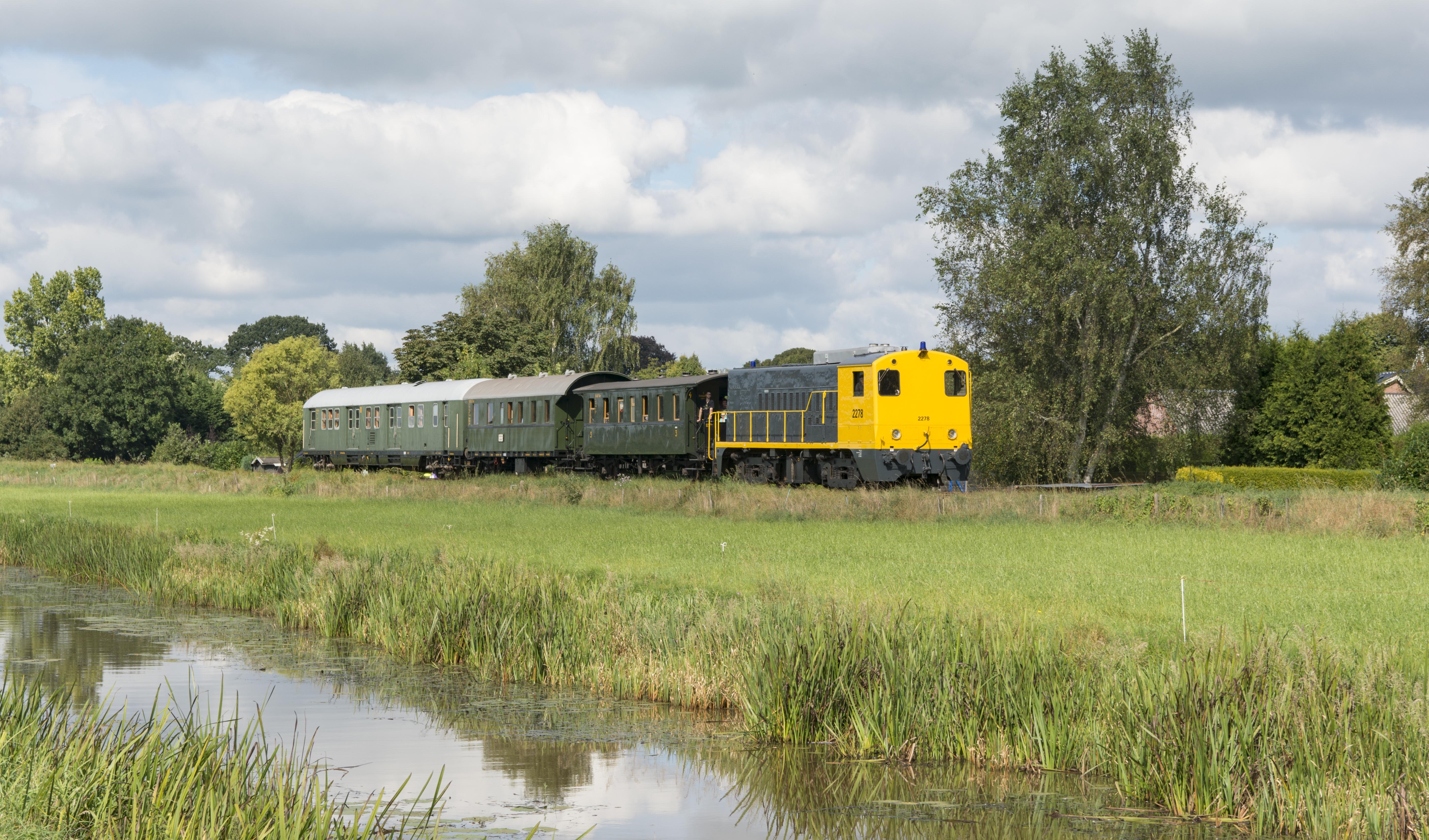
NS 2278 (STAR) komt uit Veendam op weg naar Stadskanaal; 18 september 2016
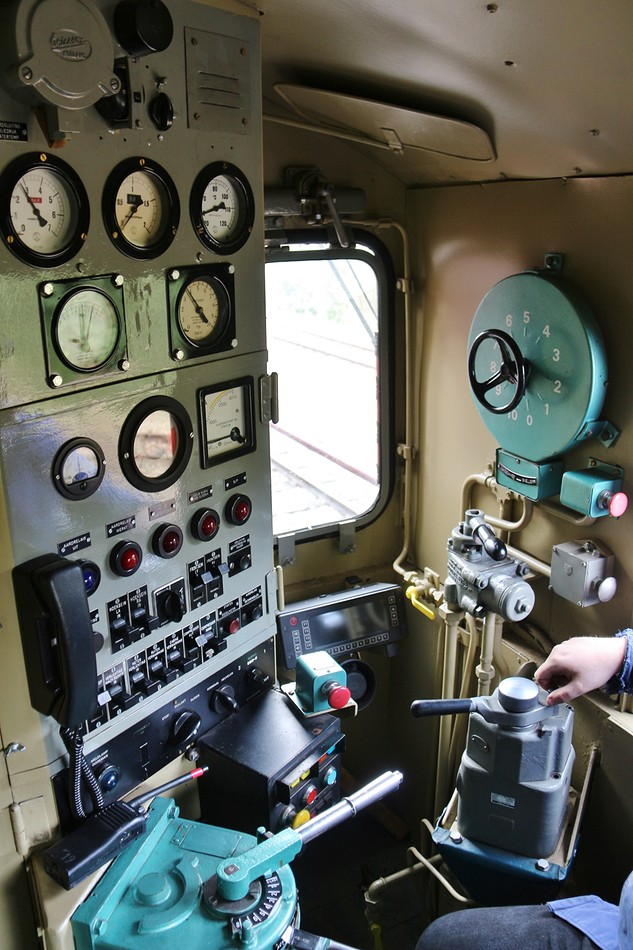
Cabine NS 2225
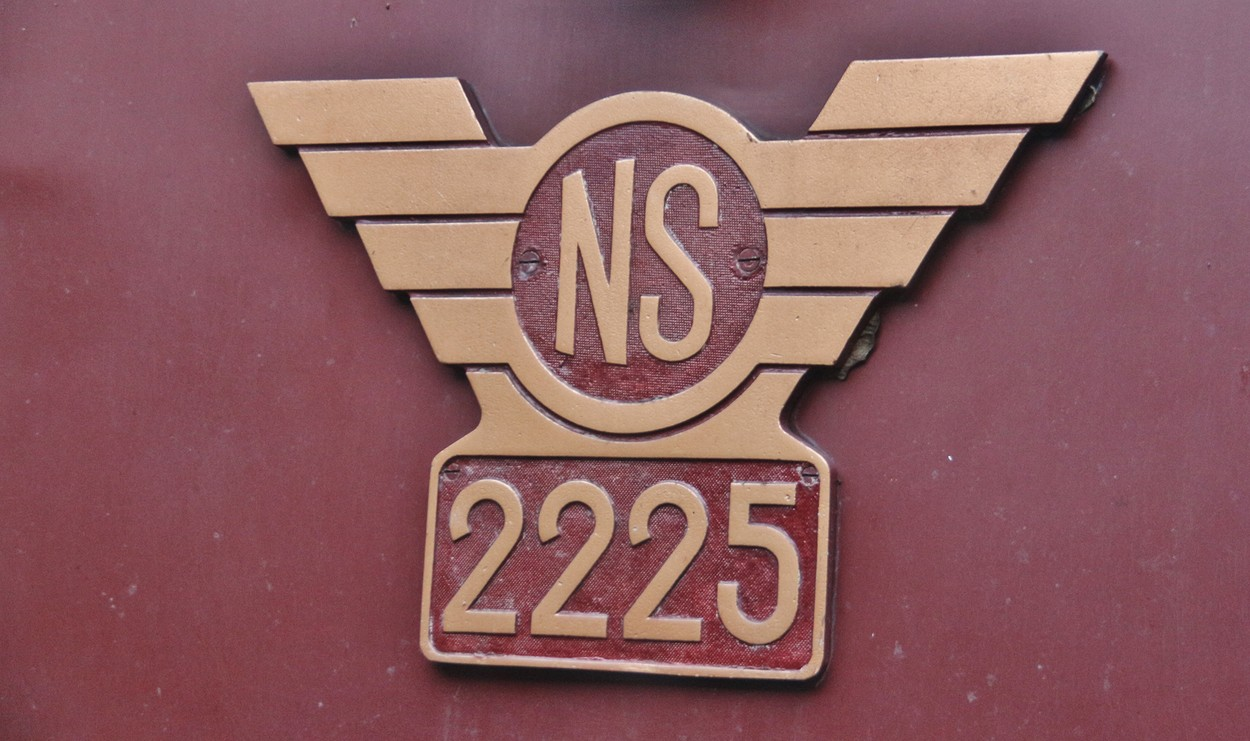
Locplaat NS 2225
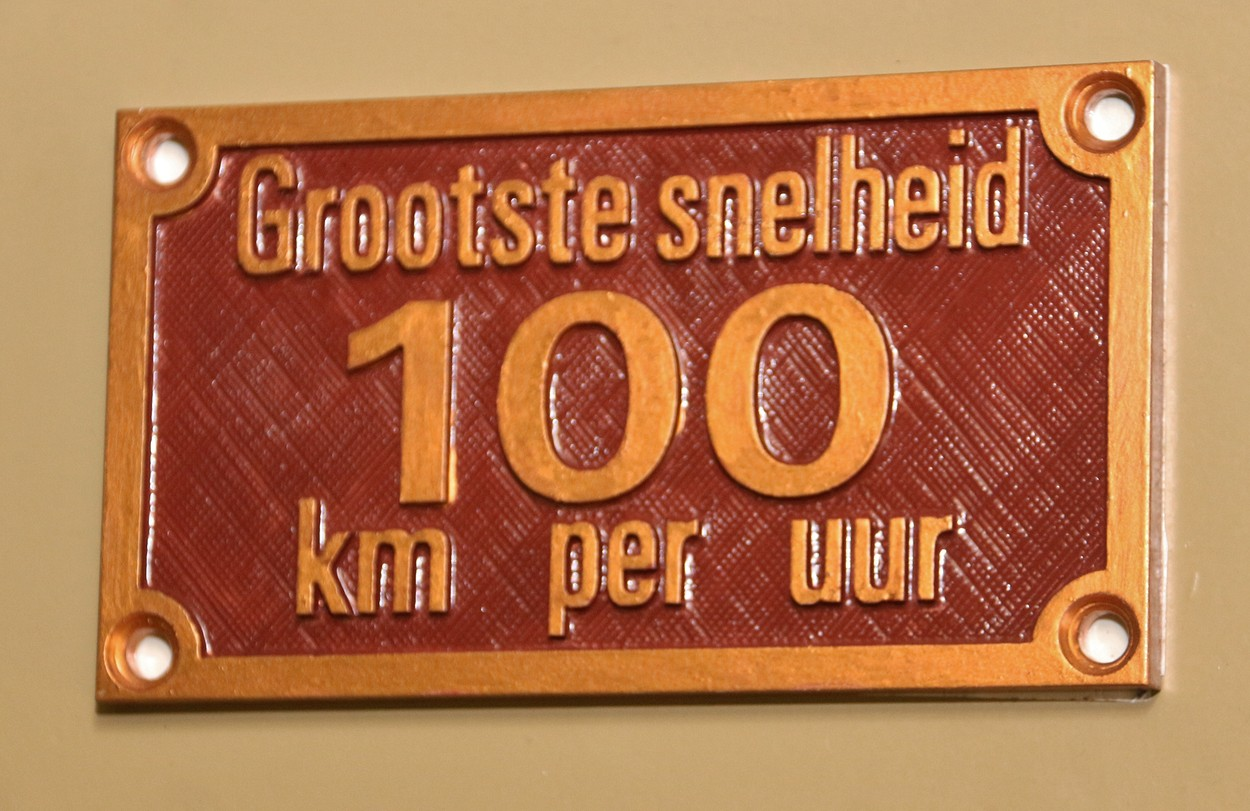
Snelheidsaanduiding NS 2225